# 今井清
今井 清（1882年9月10日—1938年1月22日）為日本陸軍軍人。最終階級為陸軍中將。

## 經歷
愛知縣出身。今井惟清的三男。就讀過名古屋陸軍地方幼年學校、中央幼年學校。1903年11月、陸軍士官學校（15期）畢業。翌年3月、任官步兵少尉，任步兵第6連隊付。1914年11月、陸軍大學校（26期）優等畢業。
擔任過步兵第6連隊中隊長、參謀本部付勤務、參謀本部員、瑞典駐在、丹麦駐在、陸軍技術本部付（出差歐洲）、陸大教官、步兵第80連隊長、參謀本部演習課長、同作戰課長等職務。1930年8月、升陸軍少將，就任步兵第30旅團長。歷任陸大教官、陸大幹事、參謀本部付等職。1934年8月、升陸軍中將。
任過參謀本部第1部長。陸軍省人事局長在任中、相澤三郎中佐斬殺永田鐵山軍務局長（相澤事件），後就任軍務局長。任過陸軍兵器本廠付、第4師團長等職。中日戰爭爆發時任參謀次長。任過兼陸大校長、參謀本部付。1938年1月、因病逝世。

## 親族
- 二男 今井義郎（陸軍少佐）